# Bastelica
Bastelica is een gemeente in het Franse departement Corse-du-Sud (regio Corsica) en telt 460 inwoners (1999). De oppervlakte bedraagt 127,69 km², de bevolkingsdichtheid is 3,60 inwoners per km².
De Corsicaanse held Sampiero Corso (1498-1567) werd hier geboren en voor hem werd er een bronzen standbeeld opgericht, ontworpen door Vital-Dubray.

## Geografie

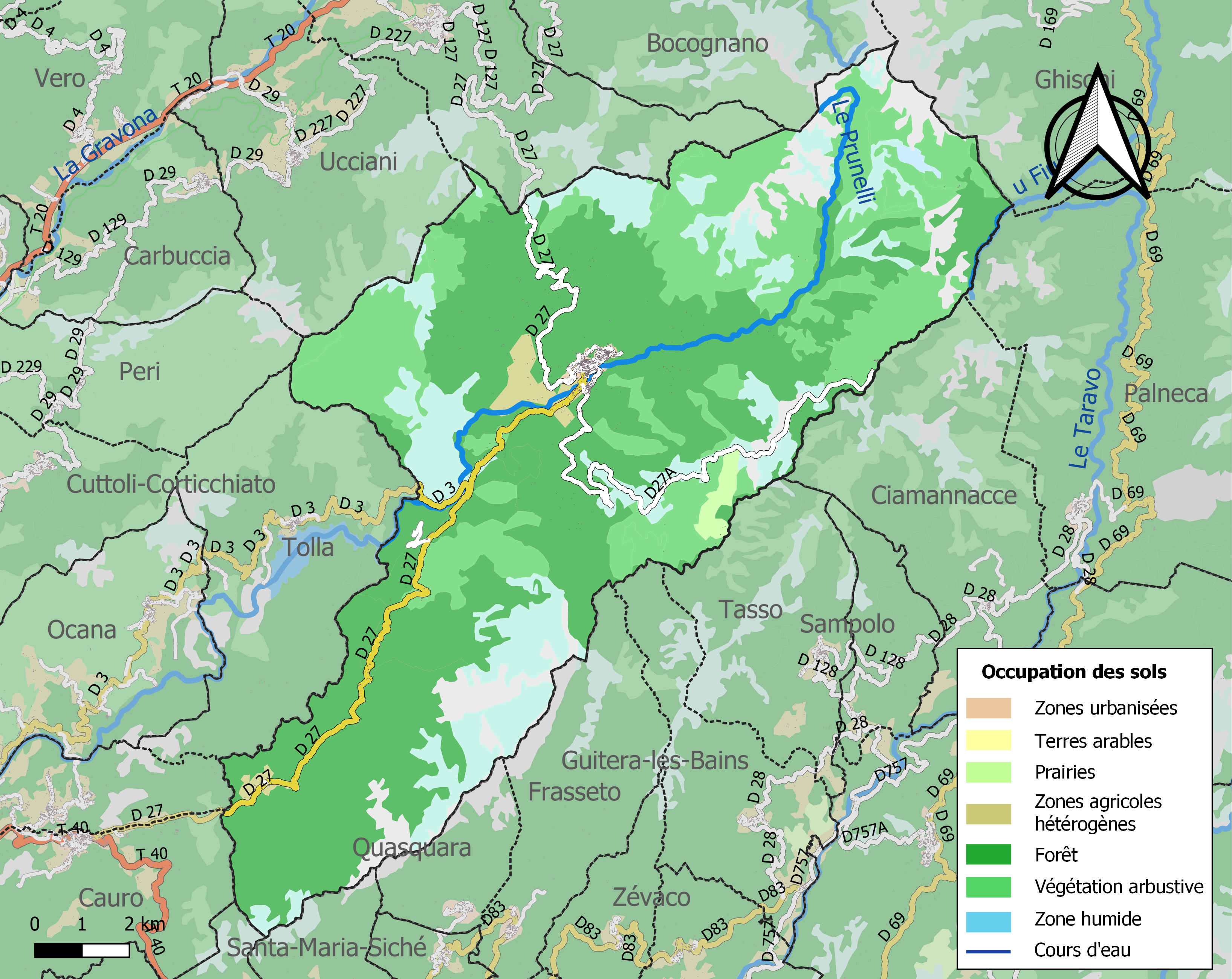
Kaart van de gemeente met de belangrijkste infrastructuur, bodemgebruik en omliggende gemeenten

## Demografie
Onderstaande figuur toont het verloop van het inwonertal (bron: INSEE-tellingen).

Vanwege een beveiligingsprobleem met de MediaWiki Graph-software is het momenteel niet mogelijk deze grafiek weer te geven. Zodra de software is bijgewerkt zal de grafiek vanzelf weer zichtbaar worden.